# 市島町

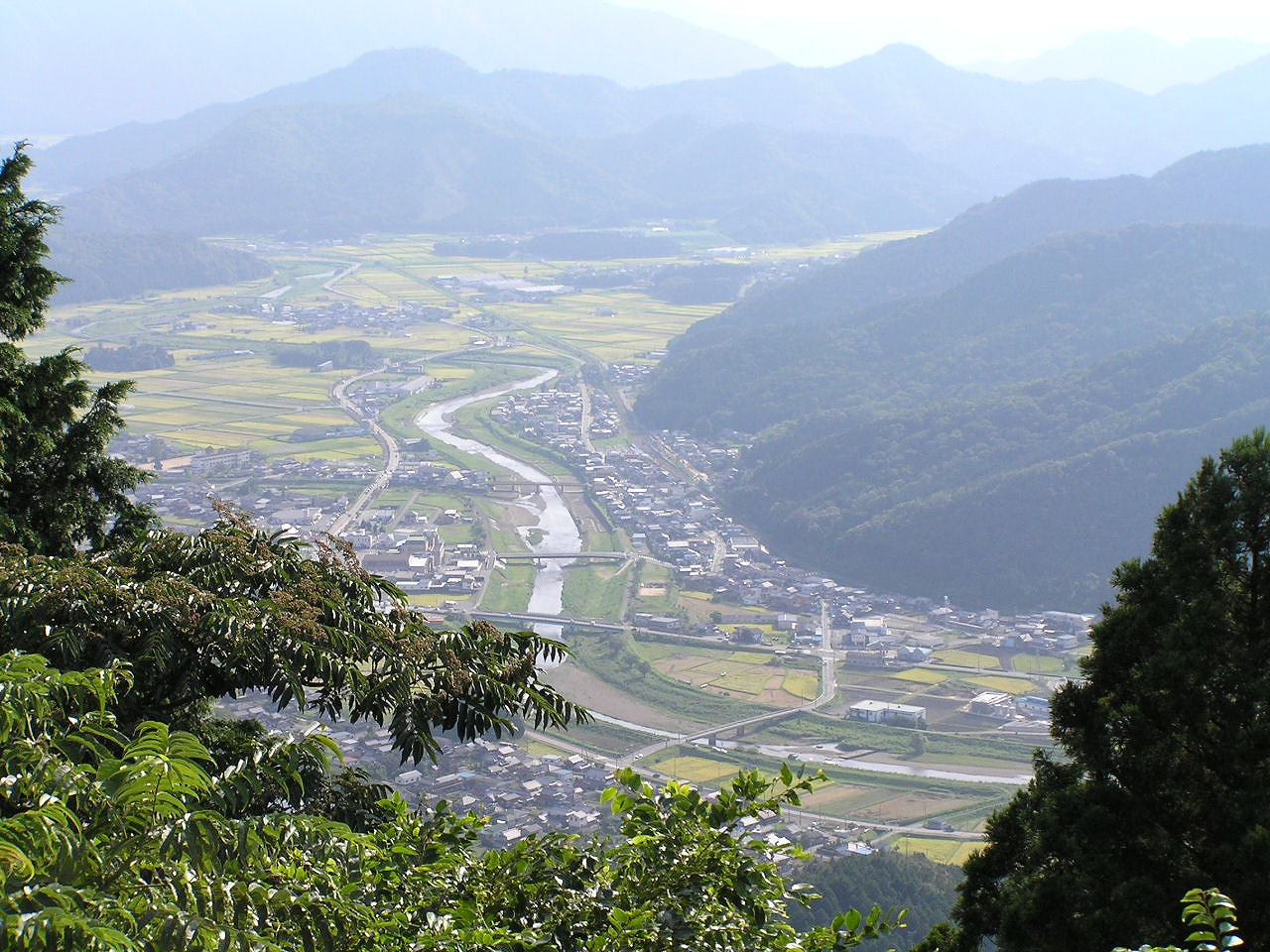
市島町俯瞰（高谷山445mより）

市島町（いちじまちょう）は、兵庫県の中東部にあった町。氷上郡に属した。
2004年（平成16年）11月1日に氷上郡6町が合併して丹波市が誕生したことにより消滅し、丹波市市島町となった。

## 地理
- 丹波高原
- 山: 親不知 (605m)
- 川: 竹田川

- 盆地 - 盆地霧（丹波霧）

### 隣接していた自治体
- 氷上郡春日町・氷上町・青垣町
- 京都府福知山市
- 京都府天田郡三和町

## 歴史
- 1955年（昭和30年）3月20日 - 竹田村・前山村・吉見村・鴨庄村・美和村が合併して発足。
- 2004年（平成16年）11月1日 - 柏原町・氷上町・青垣町・春日町・山南町と合併して丹波市が発足。同日市島町廃止。

## 地域

### 教育
- 小学校
  - 丹波市立竹田小学校（たけだ）
  - 丹波市立前山小学校（さきやま）
  - 丹波市立吉見小学校（よしみ）
  - 丹波市立鴨庄小学校（かものしょう）
  - 丹波市立三輪小学校（みわ）
- 中学校
  - 丹波市立市島中学校（いちじま）

## 行政
- 町長:荒木真次

## 交通

### 鉄道路線
- 中心となる駅：市島駅
- JR福知山線：市島駅 - 丹波竹田駅

### 道路
- 国道
  - 国道9号
  - 国道175号
  - 国道176号
- 都道府県道
  - 兵庫県道59号市島和知線
  - 兵庫県道138号追入市島線
  - 兵庫県道282号沼市島線
  - 兵庫県道541号神池寺線
  - 兵庫県道708号岩崎市島線

## 名所・旧跡・観光スポット・祭事・催事
- 清薗寺（せいおんじ）
- 石像寺（せきぞうじ）
- 白毫寺（びゃくごうじ）（「九尺藤」）
- 神池寺（じんちじ）『丹波の比叡』
- 岩戸寺（いわとじ）
- 成願寺（じょうがんじ）
- 下竹田表四国八十八ヶ所
- 活眼不動尊（いきめふどう）
- 子授地蔵尊（こさずけじぞう）
- 恵比寿神社（えびす）
- 折杉神社（おりすぎ） かゆ占い
- スポーツピアいちじま（総合グラウンド）

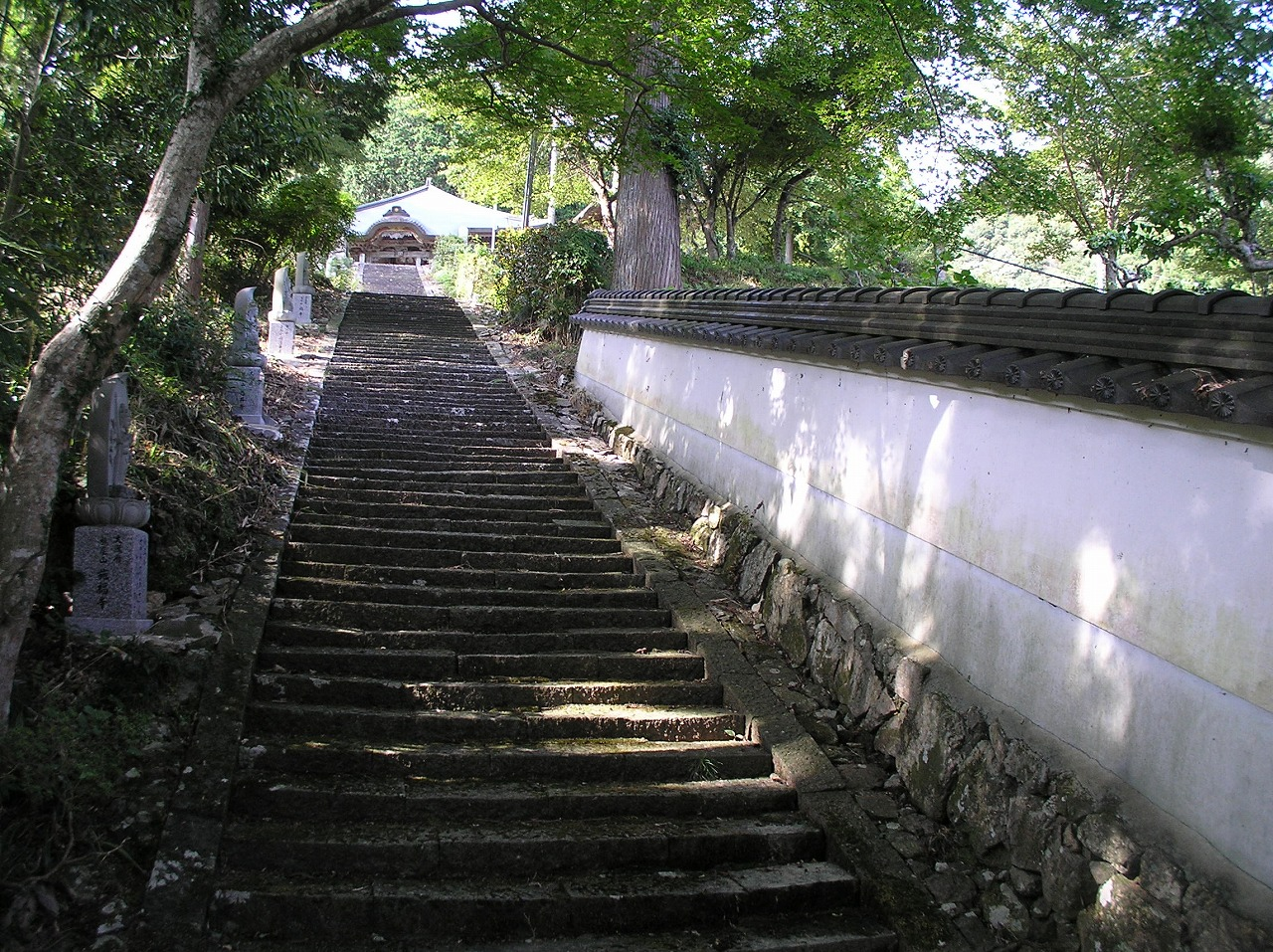
岩戸寺

- スカイスポーツアイランド市島（パラグライダー）
- 大杉ダム（おおすぎ） 桜の名所
大杉ダム自然公園オートキャンプ場
- 神池寺会館（宿泊、キャンプ）
- 横峯山頂公園
- 三ッ塚史跡公園
三ッ塚廃寺跡（みつづかはいじあと） 国の史跡
- 民俗資料館（昭和62年開館：市島町上田字三ッ塚1134番地）
久良部古墳群、天神窯跡、三ッ塚遺跡群（廃寺跡）、梶原遺跡群等から出土した遺物を展示
- エルムいちじま